# ایوب رستمی (جودوکا)
ایوب رستمی (۷ مهر ۱۳۶۲ در کرمانشاه)، جودوکای اهل ایران و مربی بین‌المللی جودو که سالها سابقه حضور در تیم ملی جودو و تیم ملی کوراش ایران و سرمربی‌گری تیم ملی جودو ایران را در کارنامه دارد. (نماینده اوزان ۹۰ کیلوگرم و ۸۱ کیلوگرم)
رستمی به مدت چندین سال پی در پی سرمربیگری تیم ملی جودو بزرگسالان، جوانان ، نوجوانان و تیم ملی کوراش بزرگسالان ایران را بر عهده داشته‌است.
همچنین رستمی مدال قهرمانی کوراش مردان جهان و قهرمانی جودو جوانان جهان را نیز در کارنامه خود دارد.

رستمی در حال حاضر سرمربی تیم ملی جودو ایران است.‌.

## روابط با آرش میراسماعیلی و فدراسیون
رستمی یکی از تکنیکی‌ترین مربیان روز ایران می‌باشد که بارها آرش میراسماعیلی، محمود میران و رضا چاه خندق در کنفرانس‌های خبری فدراسیون به این مهم اشاره کرده‌اند، حتی جواد محجوب و سعید مولایی جودوکاهای ملی پوش ایران در گفتگو با خبرگزاری فارس از همکاری خود با رستمی رضایت کامل را اعلام کرده بودند، اما خبرها منعکس کننده اوضاعی است که به دلیل وجود دست‌های پشت پرده فدراسیون جودو، و شرایط رانت و پارتی در ورزش ایران و وزارت ورزش از وجود و بهره‌مندی افرادی همچون رستمی‌ها امتناع می‌ورزند و بسیاری کارشناسان ورزش نیز وجود همین شرایط آلوده در سیاست ورزش ایران را سبب افت و افول ورزش کشور به خصوص جودو می‌دانند.

## سرمربیگری تیم ملی
ایوب رستمی بعد از دوره ریاست محمد درخشان و روی کار آمدن آرش میراسماعیلی در اردیبهشت ماه 1397 مسئولیت مربیگری تیم ملی جودو ایران را بر عهده گرفت.

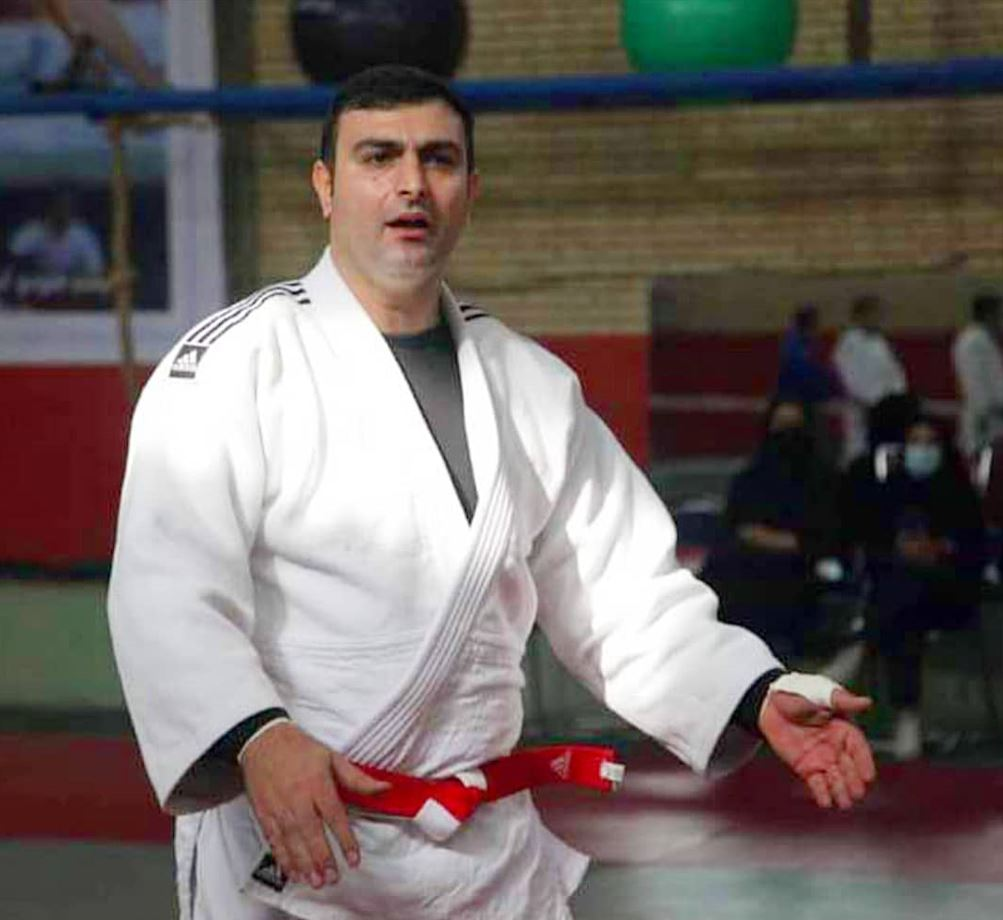
ایوب رستمی

## عناوین دست‌یافته
- قهرمانی کوراش مردان جهان. (قهرمانی جهان)
- قهرمانی جودو جوانان جهان. (قهرمانی جهان)
- سرمربیگری تیم ملی جودو بزرگسالان ایران.
- سرمربیگری تیم ملی جودو جوانان ایران.
- سرمربیگری تیم ملی جودو نوجوانان ایران.
- سرمربیگری تیم ملی کوراش بزرگسالان ایران.
- سرمربیگری تیم ملی کوراش جوانان و نوجوانان ایران.
- ۶ سال حضور و فیکس در تیم ملی جودو ایران.
- قهرمانی جایزه بزرگ‌های جهانی.
- چندین دوره قهرمانی کشوری مردان ایران. (جودو)